# Cień Caseya
Cień Caseya – amerykański film familijny z 1978 roku na podstawie opowiadania Ruidoso Johna McPhee.

## Główne role
- Walter Matthau – Lloyd Bourdelle
- Alexis Smith – Sarah Blue
- Robert Webber – Mike Marsh
- Murray Hamilton – Tom Patterson
- Andrew Rubin – Buddy Bourdelle
- Steve Burns – Randy Bourdelle
- Susan Myers – Kelly Marsh
- Michael Hershewe – Casey Bourdelle
- Harry Caesar – Calvin Lebec
- Joel Fluellen – Jimmy Judson
- Whit Bissell – Dr Williamson
- James M. Halty – Donovan
- William Pitt – Dr Pitt
- Dean Turpitt – Dean

## Fabuła
Casey to młody chłopak. Pochodzi z rodziny hodującej konie wyścigowe. Jego najlepszy przyjaciel, źrebak zwany Cieniem Caseya, nie zapowiada się na mistrza, ale nigdy nic nie wiadomo.